# پیتزفیلد (ماساچوست)
پیتزفیلد(به انگلیسی: Pittsfield) شهری در شهرستان برکشایر ایالت ماساچوست می‌باشد که در سال ۱۷۶۱ بنیان‌گذاری شده است. این شهر در سرشماری سال ۲۰۱۰ میلادی، ۴۴٬۷۳۷ نفر جمعیت داشته است.

## نگارخانه

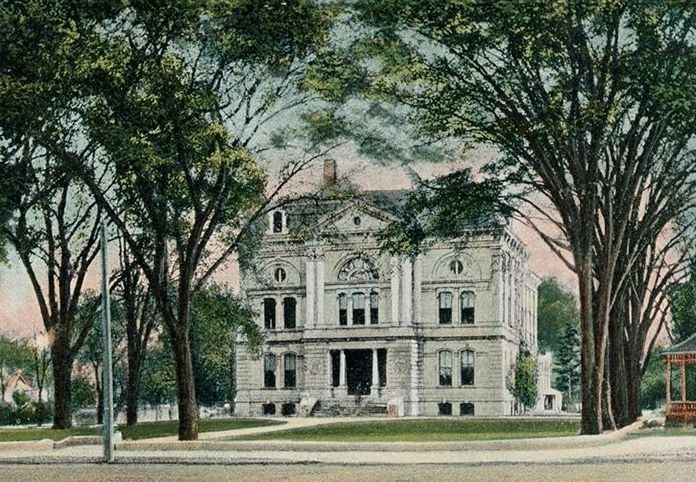
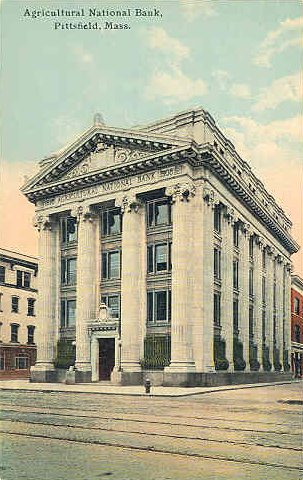